# Эбботт, Бад
Бад Эбботт (англ. Bud Abbott, 2 октября 1895 — 24 апреля 1974) — американский актёр, комик и продюсер, наиболее известный благодаря комедийному дуэту Эбботт и Костелло.

## Биография
Уильям Александр Эбботт родился 2 октября 1895 года в семье циркачей в Асбери-Парке, Нью-Джерси.
Карьеру начал в бурлеск-шоу, где встретился со своей будущей женой Бетти Смит, с которой организовал выступления в водевиле. В начале 1930-х годов Эбботт познакомился с начинающим комиком Лу Костелло, с которым в 1936 году организовал комедийный дуэт Эбботт и Костелло. Они вдвоём сделали успешную карьеру, первоначально выступая на радио, затем на Бродвее, а в 1940 году дебютировав на киностудии Universal Studios. В 1941 году их фильм Buck Privates, в котором они снялись вместе с сёстрами Эндрюс, стал огромным кассовым хитом (собрал 10 миллионов долларов).
В годы Второй мировой войны они были на пике своей славы, став одними из самых популярных и высокооплачиваемых звёзд в мире. С 1940 по 1956 они снялись в 36 кинокартинах, среди которых «Рядовые» (1941), «Потерянные в гареме» (1944), «Эбботт и Костелло в Голливуде» (1945) и «Солдаты возвращаются домой» (1947).
В 1950-е годы Эбботт и Костелло были ведущими собственного комедийного телешоу (The Abbott and Costello Show, 1952). Несмотря на такой успех отношения между двумя звёздами оставались всегда довольно напряжёнными — на начальных этапах это было следствием неравномерных распределений гонораров, которые рассчитывались на 60 % для Эбботта, и на 40 % — для Костелло, а затем из-за проблем Бада с алкоголем. К середине 1950-х годов популярность дуэта сильно упала и в 1957 году он распался. После смерти Костелло в 1959 году, Эбботт вновь попытался возродить карьеру на телевидении, взяв в новые партнёры актёра Кэнди Кандидо.
Последние годы жизни Бад Эбботт сильно страдал от эпилепсии, которая доставляла ему проблемы и в молодости, а также от рака простаты, ставшего причиной его смерти в 1974 году. Актёр был кремирован, а его прах развеян над Тихим океаном. Его вклад в кино, телевидении и радио отмечен тремя звёздами на Голливудской аллее славы.
Эбботт был масоном и входил в ложу «Daylight» № 525 в Мичигане.